# Ставки (Горлівський район)
Ставки́ — селище Горлівської міської громади Горлівського району Донецької області України. Населення становить 34 особи.

## Географія
Відстань до райцентру становить близько 12 км і проходить автошляхом місцевого значення.
Сусідні населені пункти: на півночі — Широка Балка; північному заході — Нью-Йорк; північному сході — Озерянівка, місто Горлівка, Федорівка; заході — Новоселівка, Троїцьке; сході — Михайлівка, П'ятихатки; південному заході — Верхньоторецьке; півдні — Пантелеймонівка, Бетманове.

## Населення
За даними перепису 2001 року населення селища становило 34 особи, із них 29,41 % зазначили рідною мову українську, 70,59 % — російську.